# Limnebius murcus
Limnebius murcus är en skalbaggsart som beskrevs av Armand D'Orchymont 1945. Limnebius murcus ingår i släktet Limnebius och familjen vattenbrynsbaggar. Inga underarter finns listade i Catalogue of Life.